# 加納藩
加納藩（かのうはん）は、美濃国厚見郡加納（現在の岐阜県岐阜市加納）の加納城を居城とした藩。関ヶ原の戦い後、徳川家康の娘婿である奥平信昌が10万石で入封し、加納城を築城。奥平家が3代で断絶した後は戸田松平家や安藤家などが入った。18世紀半ばに永井氏が3万2000石で入封し、以後幕末・廃藩置県まで存続した。
本記事では、廃藩後に置かれた加納県（かのうけん）についても言及する。

## 歴史

### 前史
関ヶ原の戦い前、美濃国中部（現在の岐阜県中南部）は織田家嫡流である織田秀信（信長の孫）の所領であった。しかし、関ヶ原の戦いで秀信は西軍に与したために改易され、居城だった岐阜城は破却された。

### 奥平氏の時代
翌慶長6年（1601年）、徳川家康は、娘婿の奥平信昌に10万石を与えたが、岐阜は幕府直轄となる（後に尾張藩へ与えられる）。奥平信昌は加納に入り、岐阜城の遺材などを用いて加納城を築いた。これが加納藩の成立である。
慶長7年（1602年）に隠居して、家督を三男の忠政に譲った信昌だったが、忠政へは10万石のうち6万石しか譲らず、残りの4万石を隠居料として領有、治水工事や城下町の整備など、藩政の実権を握り続けた。ただ跡目の忠政には慶長19年（1614年）に35歳で先立たれて、大坂の陣へは父子ともに不参となる。翌元和元年（1615年）3月14日には信昌も死去し、家督は忠政の子・忠隆が継いだが、忠隆も父と同じく寛永9年（1632年）に25歳で死去した。嗣子が無く、加納藩における奥平家は断絶した。

### 大久保氏の時代
代わって加納には信昌の外孫である大久保忠職が5万石で入ったが、寛永16年（1639年）に播磨明石藩へ移封となった。

### 戸田松平氏の時代
入れ替わりで松平光重が7万石で入る。光重は年貢徴収制度の確立のために五人組制度を設立した。光重は厳しい取り立てを行うことで年貢徴収を確実なものとしたが、同時に代官の不正も許さず、不正があった代官は厳しく処罰された。光重の跡は子の光永が、そして孫の光煕が継いだが、正徳元年（1711年）に山城淀藩へ移封された。

### 安藤氏の時代
代わって備中松山藩から安藤信友が6万5000石で入る。信友は寺社奉行・老中などの要職を歴任した。ところが、その跡を継いだ信尹は無能で、奢侈を好んで藩財政を悪化させた。そのために綱紀も乱れ、家中で宝暦騒動が発生する。さらに百姓も度重なる年貢や御用金要求に耐えかねて強訴に及んだ。江戸藩邸の家老たちは信尹を幽閉して事態打開を図ったが、この一連の騒動が幕府に露見し、信尹は不行跡のために妾腹の嫡男・信成に家督を譲って強制隠居、所領も6万5000石から5万石に減封されることとなった。

### 永井氏の時代
宝暦6年（1756年）、陸奥磐城平藩へ移された信成に代わって武蔵岩槻藩主・永井直陳が3万2000石で入る。第4代藩主・尚佐は若年寄に昇進し、第5代藩主・尚典は武家諸法度に倣って「条々」・「定」・「覚」から成る家中制度を制定し、家臣団の統制を強めた。最後の藩主・尚服は大政奉還直前に若年寄に任じられたが、戊辰戦争では岩倉具定に帰順して新政府側に与した。明治2年（1869年）、版籍奉還により尚服は加納藩知事となる。

### 加納県
明治4年（1871年）の廃藩置県で加納藩は廃藩となり加納県に替わった。明治5年（1872年）、加納県は岐阜県に編入された。

## 歴代藩主

### 奥平家
譜代 10万石
1. 奥平信昌（のぶまさ） 従五位下 美作守
2. 奥平忠政（ただまさ） 従四位下 摂津守 侍従
3. 奥平忠隆（ただたか） 従五位下 飛騨守

### 大久保家
譜代 5万石
1. 大久保忠職（ただもと） 従五位下 加賀守

### 松平（戸田）家
譜代 7万石
1. 松平光重（みつしげ） 従五位下 丹波守
2. 松平光永（みつなが） 従四位下 丹波守
3. 松平光煕（みつひろ） 従五位下 河内守

### 安藤家
譜代 6万5000石→5万石
1. 安藤信友（のぶとも） 従四位下 対馬守
2. 安藤信尹（のぶただ） 従五位下 対馬守
3. 安藤信成（のぶなり） 従四位下 対馬守 侍従

### 永井家
譜代 3万2000石
1. 永井直陳（なおのぶ） 従五位下 伊賀守
2. 永井尚備（なおみつ） 従五位下 伊賀守
3. 永井直旧（なおひさ） 従五位下 伊賀守
4. 永井尚佐（なおすけ） 従五位下 肥前守
5. 永井尚典（なおのり） 従五位下 肥前守
6. 永井尚服（なおこと） 従五位下 肥前守

廃藩置県後、藩主家である永井家は子爵に列せられた。

## 幕末の領地
- 美濃国
  - 厚見郡のうち - 21村　
    - 下加納村（937石7斗3升1合9勺9才5撮）、上加納村（2570石1斗4升2合0勺9才0撮）、鳥屋村（1805石5斗4升3合9勺4才5撮）、六条村（1570石9斗6升2合0勺3才6撮）、清村（599石6斗9升8合9勺7才5撮）、宇佐村（560石2斗2升8合0勺2才7撮）、西荘村（1299石7斗8升0合0勺2才9撮）、爪村（422石5斗2升3合9勺8才7撮）、今嶺村（420石6斗3升5合9勺8才6撮）、江崎村（621石2斗8升3合9勺9才7撮）、下奈良村（398石9斗1升5合0勺0才9撮）、次木村（431石1斗1升7合0勺0才4撮）、高河原村（278石4斗0升7合9勺9才0撮）、日置江村（283石3斗4升3合0勺1才8撮）、茶屋新田村（711石5斗4升9合0勺1才1撮）、高桑村　（1240石4斗9升4合0勺1才9撮）、上川手村（572石4斗7升6合9勺9才0撮）、茜部村（2932石1斗5升4合7勺8才5撮）、鶉村（2862石9斗7升6合0勺7才4撮）、佐波村（2651石5斗8升4合9勺6才1撮）
- 河内国
  - 茨田郡のうち - 5村（うち4村を堺県に編入）
    - 大庭一番村（192石8斗1升1合9勺9才6撮）

  - 交野郡のうち - 1村（大阪府に編入）
    - 磯島村（430石4斗6升3合0勺1才3撮）
- 摂津国
  - 島下郡のうち - 5村
    - 茨木村（1369石5斗5升3合9勺5才5撮）、郡山村（175石4斗9升0合0勺0才5撮）、宿久庄村（1191石5斗8升2合0勺3才1撮）、福井村（2石2斗3升1合9勺9才8撮）、耳原村（774石1斗7升7合0勺0才2撮）

  - 島上郡のうち - 8村
    - 東大寺村（70石2斗3升9合2勺2才0撮）、上牧村（345石8斗1升2合9勺8才8撮）、霊仙寺村（31石9斗7升6合0勺0才0撮）、萩谷村（118石4斗8升9合9勺9才8撮）、高浜村（1石5斗3升6合0勺0才0撮）、磯島村（97石9斗2升6合0勺0才3撮）、原村（659石7斗9升9合0勺1才1撮）、服部村（1521石9斗7升5合9勺5才2撮）

明治維新後に、厚見郡1村（加納藩預所管轄の旧幕府領）、鏡島村（642石7斗6升0合9勺2才5撮）が加わった。

## 文化・産業
加納藩では和傘の生産が盛んで、年間50万本も生産されていた。この伝統は、今日にも岐阜和傘として受け継がれている。